# Real Fábrica de Loza Fina y porcelana de Alcora

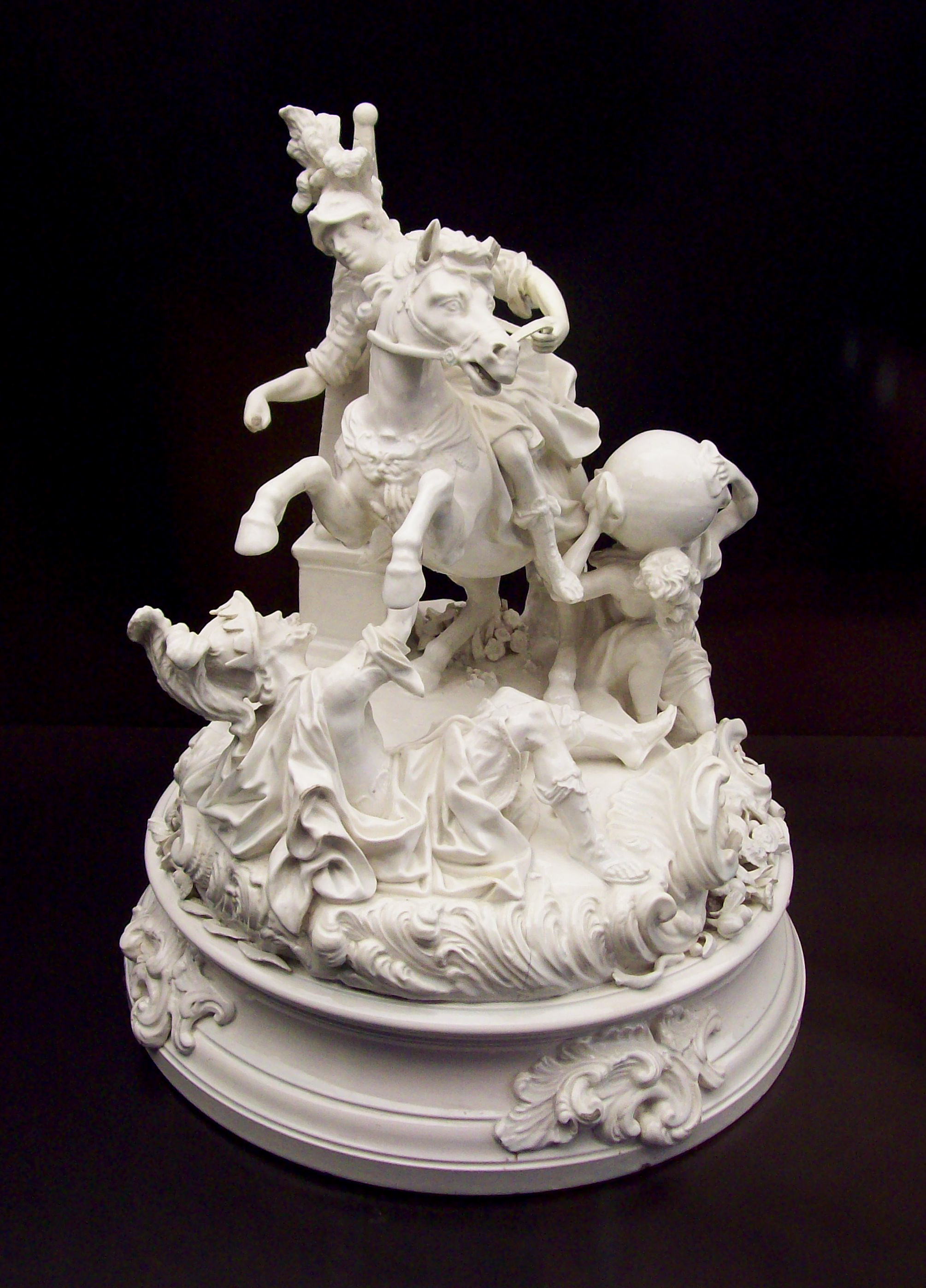
Grupo escultórico con Alejandro Magno sobre Bucéfalo. Museo Arqueológico Nacional de Madrid.

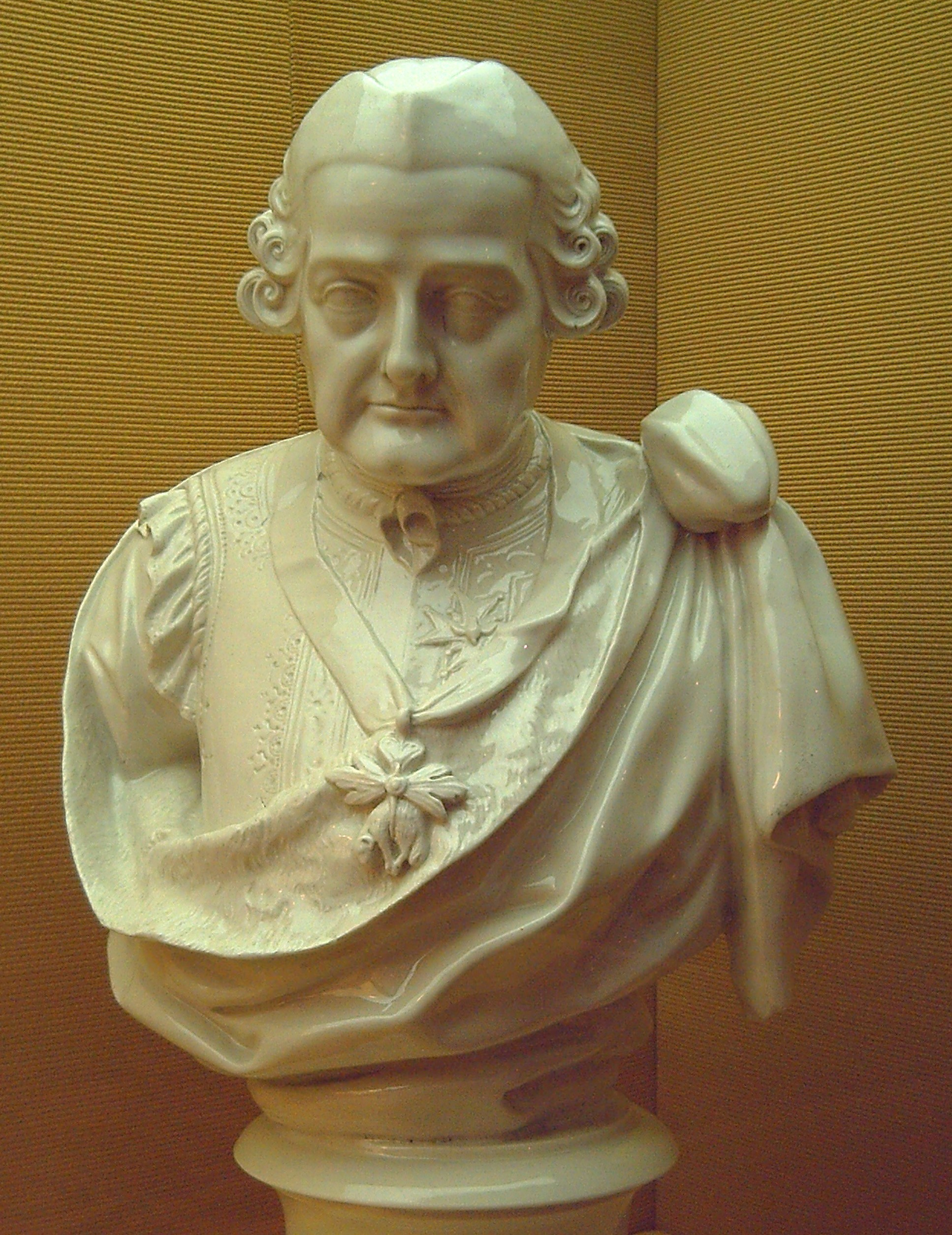
Busto del Conde de Aranda, en tierra de pipa, por Joaquín Ferrer, hacia 1790.

Real Fábrica de Loza Fina y porcelana de l'Alcora, una manufactura real creada en 1727 en Alcora a iniciativa de Pedro de Alcántara Buenaventura Abarca de Bolea, IX conde de Aranda, padre del posterior conde de Aranda Pedro Pablo Abarca de Bolea que formaría parte de los equipos de gobierno ilustrados de Carlos III y Carlos IV, y que fue quien impulsó esta manufactura de modo más destacado. Su cierre se efectuó en 1895.
Fue la primera fábrica industrial de cerámica de la provincia de Castellón, zona rica en tierras arcillosas y en agua, en la que ya existía una larga tradición de alfares populares.

## Historia
En el señorío de Alcalatén, situado en la villa de Alcora y perteneciente al IX conde Aranda, partiendo de la antigua tradición alfarera de la villa y con el beneplácito del reino de los Borbones y su corte francesa, fundó dicho conde una fábrica de cerámica, abandonándose la producción propia de la zona en favor de un producto a imitación de lo francés. Así, se sustituyeron el colorido vistoso y los trazos de dibujo fuertes por los tonos delicados y las líneas suaves. Paralelamente se trataron de conseguir materiales más finos, frente a la rudeza popular de la cerámica española hasta aquel momento. Para la nueva fábrica, el conde de Aranda contrató a los veinticuatro alfareros de la población. En principio se utilizó la arcilla propia de Alcora, roja y rica en óxido de hierro, llamada «tierra de olleros», que pronto se sustituiría por otra del también cercano monte de San Cristóbal más pobre en hierro, y que, tras unas pruebas, se mezcló en la proporción de seis partes de ésta con una séptima de la antigua «tierra de olleros»; así se consiguió poder cocer las piezas a mayor temperatura y darles más consistencia. El resultado fue una loza rosada y con el barniz cuarteado, característica de la primera producción de la loza de Alcora. El conde consiguió la tutela del rey Felipe V, así como derechos, como la exención del pago de impuestos, que favorecieron a la fábrica y a los empleados.

Las exenciones de pago de las alcabalas del viento suponen la extensión de un privilegio, el que tenían los nobles desde el siglo XVI de no tributar por los ingresos indirectos, a los trabajadores de la Fábrica que vendían los productos de la misma en las distintas ciudades y reinos de España, siempre que dichos trabajadores pudieran acreditar dicha relación con respecto a la Fábrica, así se hace constar en la Real Cédula.[...]Los trabajadores de la Fábrica son eximidos además de otras prestaciones al Estado como: «Alojamientos y Quintas, repartimiento para utensilios, quarteles y fortificaciones». Quedaban los trabajadores de la Fábrica fuera de los sorteos que en dicha época se realizaban. Esos y otros beneficios no eran disfrutados por otros trabajadores de Alcora.[...]También para las materias primas que debían ser importadas se obtuvo la excepción, al no tener que pagar las tasas arancelarias correspondientes, dado que dichas materias eran consideradas necesarias para la producción de loza, que tenía una consideración especial y trato preferente sobre otras producciones de la época. Real Cédula de Exenciones y Franquicias del año 1729.

### Primera época

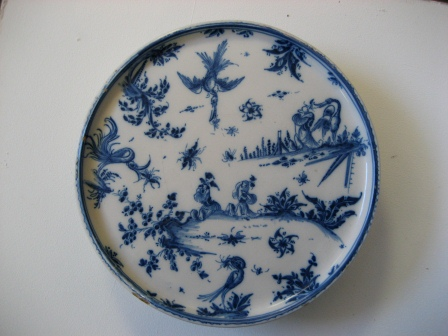
Salvilla con decoración chinesca de colorido azul. Hacia 1735.

Inicialmente, un grupo de maestros franceses, Joseph Olérys, Eduard Roux y Sebastián Carbonell, fueron contratados como dibujante, pintor y modelador, respectivamente, para conseguir la imitación de las vajillas realizadas en Moustiers que, junto con Marsella y Nevers, eran los principales centros de cerámica en la Francia meridional; estos artesanos renovaron las decoraciones e introdujeron el canon del arte barroco: bandejas con bordes lobulados, centros de mesa con ramilletes de flores, o maceteros con asas y en forma de mascarón. El español José Ochando ejerció en la fábrica como dibujante y maestro de talla por su formación como escultor, además se ocupó de la instrucción a los aprendices:

Entre los maestros pintores hay uno principal que es Joseph Ochando que tiene a cargo la Academia que hay en la Fábrica para la enseñanza de los aprendices y el Gobierno de los demás maestros y oficiales.

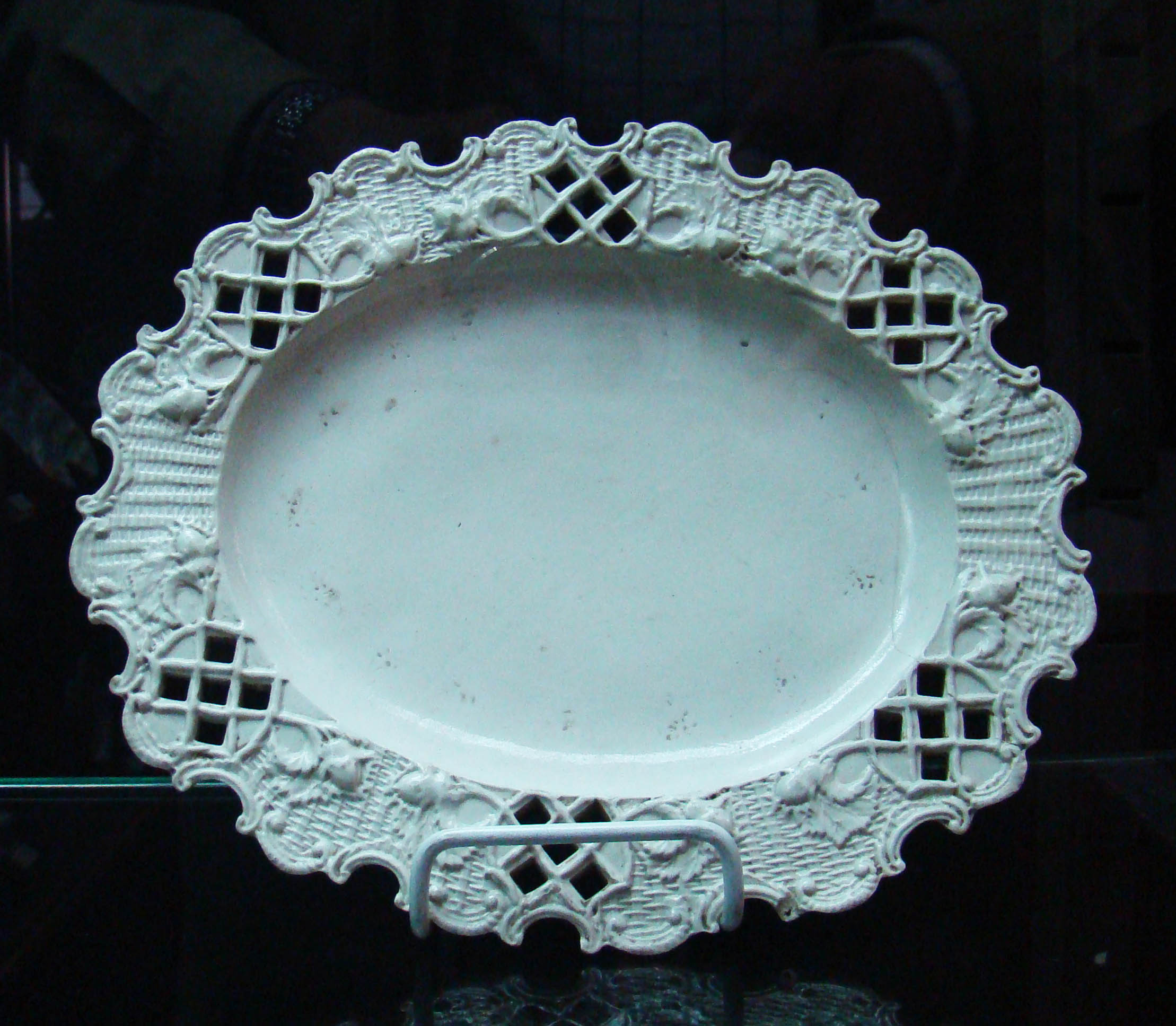
Fuente de loza blanca conservada en el Museo de Valladolid del Palacio de Fabio Nelli.

Se desarrolló en ese tiempo en primer lugar el colorido azul del «estilo Bérain» precursor del Rococó, para pasar luego a otras piezas con una policromía más abundante. En 1736 la fábrica llegó a tener 136 empleados y una producción mensual de más de 25 000 piezas, que se redujeron a 90 empleados y 17 000 piezas en 1743, tras un periodo de crisis de ventas y reivindicaciones laborales de los aprendices. En los fondos de la Colección Espínola, existe un baldufario con una factura manuscrita el 26 de junio de 1748, donde se consigna el precio de una adquisición de 50 piezas de la Real Fábrica, además de sus dibujos y colores. La temática chinesca, puesta de moda durante los reinados de Luis XIV y Luis XV de Francia a raíz de las numerosas importaciones de la Compañía francesa de las Indias Orientales, hizo que también se realizaran en esta fábrica vajillas y decoraciones en porcelana de pasta blanda en las que aparecían pequeños chinos con su característico sombrero cónico, así como pájaros exóticos que recordaban o copiaban la porcelana oriental. Destacó en esta época el pintor español Miguel Soliva, alcoreño que realizó buen número de vajillas y placas con estas decoraciones. Otros hijos del país que estuvieron trabajando serían los hermanos Causada, hasta 1750 en que se trasladaron a Talavera de la Reina.
Además de porcelana decorativa y utensilios domésticos, se sabe que desde la fundación de la manufactura también se elaboraron azulejos de diferentes tipologías y géneros, de aplicación arquitectónica fundamentalmente.

### Segunda época

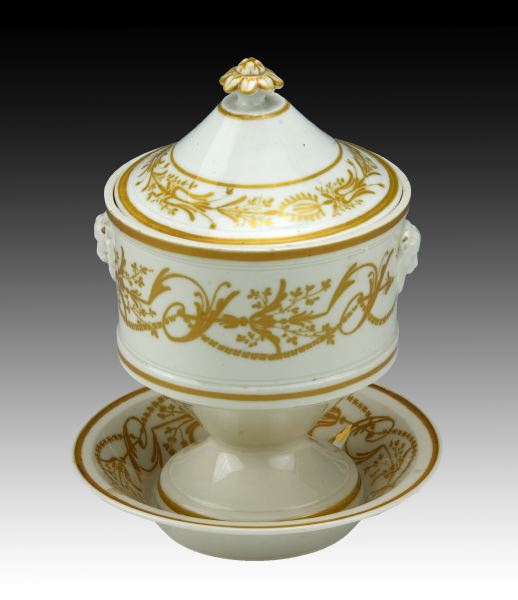
Azucarera de porcelana de Alcora.

No es hasta la segunda época de la fábrica, entre 1742 y 1798, cuando la fábrica alcanza su plenitud de producción y resultados. Este periodo coincide con la dirección del hijo del fundador Pedro Pablo (X conde de Aranda). A la búsqueda de una «porcelana verdadera», se contrató sucesivamente a técnicos franceses y sajones como François Haly, Johan Christian Knipfer, François Martin, Pierre Cloosterman y Christoph Boull y al suizo Petro Reinhart. El producto logrado, tras numerosos ensayos fallidos, era similar a la porcelana francesa, pero no se obtuvo la ansiada «porcelana dura» de estilo Meissen sino la porcelana de pasta blanda. Se trabajaba con una gran variedad de técnicas y materiales, como la tierra de pipa y la mayólica, así como la loza de distintas calidades, con temas de cierto recargamiento, como candeleros simulando troncos de árboles con figuras blancas sobre peanas barrocas. Los jarrones, por su parte, poseían tapaderas llenas de frutas; y también se realizaron placas con unos marcos de rocalla que servían como cornucopias. Las escenas pictóricas centrales representaban ruinas romanas de influencia italiana. Entre los maestros locales destacaron, además del citado José Ochando, Jacinto Causada y el escultor Julián López que realizó pequeños grupos escultóricos sobre tronos de rocalla.
Asimismo estuvo realizando modelos el prestigioso dibujante Julián Más, natural de Alcora, que tras haber trabajado en la fábrica adquirió por méritos la plaza de Director de Dibujo y Grabado de la Real Academia de Bellas Artes de San Carlos en Valencia. De este periodo bastante fecundo son las series de «fauna de Alcora», en las que se hicieron piezas de loza policromada o en tierra de pipa como salseras o soperas, en cuyas tapas aparecen animales fielmente retratados; en la misma línea se encuentran los llamados «platos de engaño», en los que se representan frutas y animales en relieve. Finalmente se impuso el estilo neoclásico y las decoraciones, con pintura en oro fino y color sepia,  se realizaron en objetos aislados, como motivo de ornamentación, o bien en juegos de café.
El Museo de Bellas Artes de Boston (Estados Unidos) posee una excepcional creación de esta época: una consola, de hacia 1761-63, único ejemplo conocido de mueble elaborado en porcelana en Alcora. Fue posiblemente encargado por el conde de Aranda para un gabinete o habitación a decorar por completo con este material.

### Tercera época

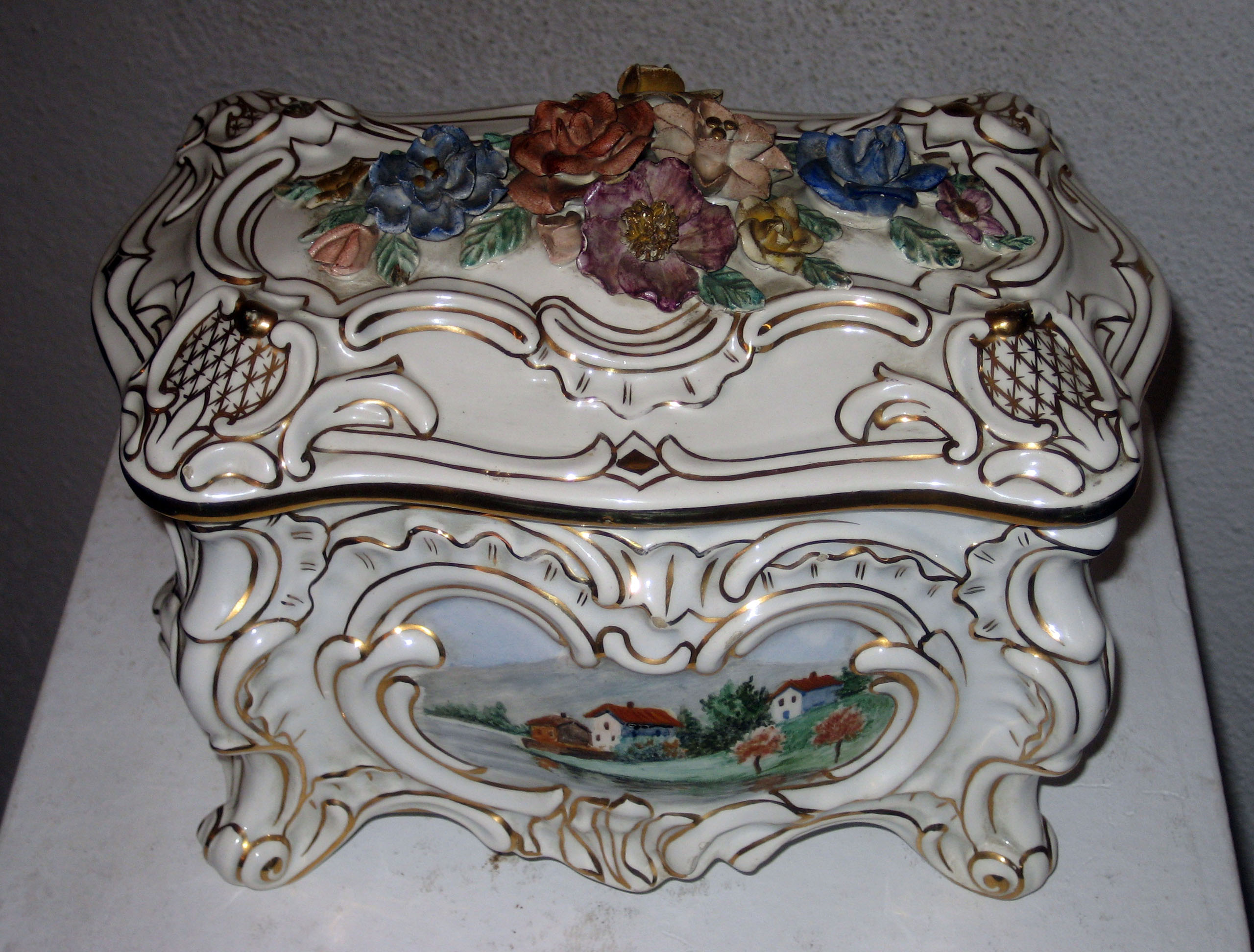
Caja con tapadera decorada con flores de la última etapa de la fábrica.

La tercera época de la fábrica comienza con el paso de la propiedad a Pedro Alcántara duque de Híjar, al morir el conde de Aranda en 1798 sin descendencia directa. La nueva dirección, ante los pocos beneficios que se obtenía, suprimió la producción de porcelana para centrarse más en la elaboración de escultura en loza y en tierra de pipa. A causa de la guerra de la Independencia Española empezó la verdadera decadencia de la fábrica; durante esa época se fabricaron diversos objetos «patrióticos», como el grupo que representa el león de Castilla devorando al águila imperial napoleónica, o series que estaban decoradas con medallones de héroes de la Independencia como Fernando VII o el general Wellington. Al ser destruida la fábrica del Buen Retiro durante las batallas en Madrid, los artistas italianos Poggeti y Palmerani, se trasladaran a Alcora, circunstancia que ha provocado confusiones para distinguir la cerámica entre ambas fábricas. Por este tiempo se empezó a emplear la decoración calcográfica: estampación realizada por medios mecánicos que disminuye su valor artístico. En 1848 la fábrica estuvo arrendada y en 1858 se vendió a la familia Girona, industriales catalanes, que en 1895 cerró definitivamente la fábrica.